# Philadelphia and Reading Corporation
Die Philadelphia and Reading Corporation war eine US-amerikanische Investment- und Holdinggesellschaft. Sie entstand 1871 als Bergbaugesellschaft und fusionierte 1968 mit Northwest Industries.

## Geschichte
Der Bahngesellschaft Philadelphia and Reading Railroad war es auf Grund der Bestimmungen in der ihr erteilten Konzession nicht möglich, in andere Wirtschaftsbereiche zu investieren. Der Präsident der Gesellschaft Franklin B. Gowen sah jedoch in der Übernahme eines großen Teiles der Kohleförderung im Einzugsbereich seiner Bahngesellschaft die Chance zur Schaffung eines regionalen Monopols. Am 18. Mai 1871 wurde die Laurel Hill Improvement Company gegründet. Auf diese für den Betrieb zuständige Gesellschaft sollten sämtliche bestehenden und zukünftigen Bergbauaktivitäten (v. a. der Anthrazit-Bergbau in der Schuylkill-Region) der Philadelphia and Reading Railroad übertragen werden. Am 12. Dezember 1871 änderte die Gesellschaft ihren Namen in „Philadelphia and Reading Coal and Iron Company“ (PRCI), um die Zugehörigkeit zur Bahngesellschaft deutlich zu machen. Sämtliche Aktien waren im Besitz der Bahngesellschaft. Auf Grund der Konzession konnte die Bahngesellschaft Kredite in unbeschränkter Höhe aufnehmen. Damit erwarb die Gesellschaft umfangreiche Minenrechte. Dies führte auch dazu, dass die Bahngesellschaft 1880, 1884 und 1893 Konkurs anmelden musste. Im Rahmen der von J. P. Morgan betriebenen Reorganisation der Bahngesellschaft nach dem letzten Konkurs 1893 erwarb die „Coal and Iron“ am 23. September 1896 sämtliches Bergbauvermögen von der Bahngesellschaft. Gleichzeitig wurde die Gesellschaft gemeinsam mit der Bahngesellschaft ein Tochterunternehmen der Reading Company.
Schließlich wurden auch die Kartellbehörden auf das Konstrukt aufmerksam. Im Rahmen eines Verfahrens nach dem Sherman Antitrust Act wurde die Reading Company am 26. April 1920 zur Aufteilung verurteilt. Aus diesem Grund wurde am 19. Dezember 1923 die unabhängige „Philadelphia and Reading Coal and Iron Corporation“ gegründet, die die Aktien der vorherigen Gesellschaft von der Reading Company übernahm. Teil des Unternehmens wurde auch der Stahlhersteller „Reading Iron Co.“
Der Rückgang im Kohle- und Stahlmarkt und die Auswirkungen der Weltwirtschaftskrise führten dazu, dass im Februar 1937 das Unternehmen Konkurs anmelden musste. So wurden 1938 unter anderem die Reading Iron Company aufgelöst und die einzelnen Stahlwerke an Interessenten verkauft. Erst 1944 wurde die Konkursverwaltung beendet. Im Rahmen der finanziellen Reorganisation wurde 1941 die Corporation aufgelöst und zum 1. Januar 1945 die Philadelphia and Reading Coal and Iron Company neu gegründet.
1952 wurden 4 % der Aktien der Gesellschaft vom Investmentunternehmen Graham-Newman Corporation erworben. In der Folge erwarb diese weitere Anteile, bis 1955 30 % der Aktien in ihrem Besitz waren. Howard A. Newman von Graham-Newman wurde Ende 1955 zum Präsidenten ernannt. Die Gesellschaft hatte zu diesem Zeitpunkt eine hohe Liquidität und Steuergutschriften und war damit eine gute Basis zur Schaffung eines Konglomerates durch weitere Investitionen und Unternehmensaufkäufe. Deshalb wurde zur gleichen Zeit der Name in „Philadelphia and Reading Corporation“ geändert. Die Philadelphia & Reading erwarb unter anderem den Wäschehersteller Union Underwear (mit der Marke Fruit of the Loom), den Schuhhersteller Acme Boots und den Spielwarenhersteller Deluxe Reading. Durch dieses Geschäft wurde der frühere Anteilseigner dieser Unternehmen, Carroll Rosenbloom, der größte Aktionär der Philadelphia and Reading. Die Aktivitäten im Kohlebergbau wurden in der Tochtergesellschaft Reading Anthracite Company konzentriert. Diese wurde 1961 an lokale Unternehmer verkauft. Im gleichen Jahr wurde die Fruit of the Loom Licensing Company gekauft und damit Lizenzinhaber und Hersteller wieder vereinigt. 1964 wurde Universal Manufacturing (elektrische Bauteile) und 1965/1966 das texanische Stahlunternehmen Lone Star Steel Co. erworben. In der Regel blieb die Unternehmensleitung der übernommenen Unternehmen im Amt und leitete die täglichen Geschäfte weiterhin. Die Holding diente in der Regel als eine Art „Bank“ bei Investitionen, um Barmittel von einem zum anderen Unternehmen transferieren zu können.
Die Gesellschaft wurde 1968 vom Konglomerat Northwest Industries übernommen und blieb noch bis 1985 als eigenständiges Konzernunternehmen erhalten, bevor es mit Fruit of the Loom verschmolzen wurde.

## Präsident
Bis 1914 waren die Präsidenten der Gesellschaft auch gleichzeitig Präsident der Philadelphia and Reading Railroad bzw. der Reading Company.
- 1871–1884: Franklin B. Gowen
- 1884–1887: George DeB. Keim  (von 1884 bis 1888 als Konkursverwalter)
- 1887–1890: Austin Corbin
- 1890–1893: Archibald A. McLeod
- 1893–1901: Joseph Smith Harris
- 1901–1914: George Frederick Baer
- 1915–1923: Edward T. Stotesbury (Chairman of the Board)
- 1915–1927: William J. Richards
- 1927–1935: Andrew J. Maloney
- 1935–1951: Ralph E. Taggart[2]
- 1951–1955: Edward G. Fox
- 1955–1968: Howard A. Newman[3]

## Unternehmenssitz
Der Sitz des Unternehmens war viele Jahre lang im Reading Terminal in Philadelphia. Nach der Trennung von der Reading Company wurde der Sitz nach Pottsville verlagert. Mit der Übernahme durch Graham-Newman 1955 wurde der Sitz des Unternehmens nach New York verlagert.